# Everyone Should Be Killed
Everyone Should Be Killed (en español: Todos deberían ser asesinados) es el álbum debut de la banda estadounidense de noisegrind Anal Cunt, lanzado al mercado por Earache Records el 24 de mayo de 1994.
En la portada del álbum aparece Rob Williams, baterista de Siege.

## Lista de canciones
| N.º | Título                                                                     | Escritor(es)           | Duración |  |
| 1.  | «Some Songs»                                                               | Anal Cunt              | 0:37     |  |
| 2.  | «Some More Songs»                                                          | Anal Cunt              | 0:49     |  |
| 3.  | «Blur Including New H.C. Song»                                             | Anal Cunt              | 1:16     |  |
| 4.  | «Even More Songs»                                                          | Anal Cunt              | 0:34     |  |
| 5.  | «Tim»                                                                      | Anal Cunt              | 0:41     |  |
| 6.  | «Judge»                                                                    | Anal Cunt              | 0:43     |  |
| 7.  | «Spin Cycle»                                                               | Anal Cunt              | 0:29     |  |
| 8.  | «Song #8»                                                                  | Seth Putnam            | 2:09     |  |
| 9.  | «Pavorotti»                                                                | Anal Cunt              | 0:52     |  |
| 10. | «Unbelievable» (EMF cover)                                                 | EMF                    | 0:42     |  |
| 11. | «Music Sucks»                                                              | Anal Cunt              | 0:25     |  |
| 12. | «Newest H.C. Song #1»                                                      | Salmon Patties, Putnam | 0:13     |  |
| 13. | «Chiffon and Chips»                                                        | Anal Cunt              | 0:49     |  |
| 14. | «Guy Smiley»                                                               | Anal Cunt              | 0:59     |  |
| 15. | «Seth»                                                                     | Anal Cunt              | 0:52     |  |
| 16. | «"I'm Not Allowed to Like A.C. Any More Since They Signed to Earache"»     | Putnam                 | 1:21     |  |
| 17. | «A. Ex. A Blur»                                                            | Anal Cunt              | 0:41     |  |
| 18. | «G.M.O.T.R.»                                                               | Anal Cunt              | 0:51     |  |
| 19. | «I'm Wicked Underground»                                                   | Anal Cunt              | 0:34     |  |
| 20. | «Blur Including G»                                                         | Anal Cunt              | 1:02     |  |
| 21. | «Shut Up Mike»                                                             |                        | 0:19     |  |
| 22. | «Abomination of Unnecessarily Augmented Composition Monickers»             | Anal Cunt              | 0:49     |  |
| 23. | «Radio Hit»                                                                | Putnam                 | 1:04     |  |
| 24. | «Loser»                                                                    | Anal Cunt              | 0:55     |  |
| 25. | «When I Think of True Punk Rock Bands, I Think of Nirvana and the Melvins» | Anal Cunt              | 1:31     |  |
| 26. | «Eddy Grant» (Cover of Eddy Grant's song "Electric Avenue")                | Eddy Grant             | 0:47     |  |
| 27. | «MTV Is My Source for New Music»                                           | Anal Cunt              | 1:05     |  |
| 28. | «Song Titles Are Fucking Stupid»                                           | Anal Cunt              | 0:33     |  |
| 29. | «Having to Make Up Song Titles Sucks»                                      | Anal Cunt              | 1:03     |  |
| 30. | «"Well You Know, Mean Gene..."»                                            | Anal Cunt              | 0:51     |  |
| 31. | «Song #5»                                                                  | Putnam                 | 5:36     |  |
| 32. | «Iron Funeral»                                                             | Anal Cunt              | 2:00     |  |
| 33. | «Chapel of Gristle»                                                        | Anal Cunt              | 0:48     |  |
| 34. | «Hellbent for Leatherman»                                                  | Anal Cunt              | 0:43     |  |
| 35. | «Alcoholic»                                                                | Putnam                 | 2:43     |  |
| 36. | «Chump Change»                                                             | Anal Cunt              | 0:30     |  |
| 37. | «Slow Song from Split 7"»                                                  | Anal Cunt              | 1:40     |  |
| 38. | «Les Binks' Hairstyle»                                                     | Anal Cunt              | 0:57     |  |
| 39. | «Newest H.C. Song #2»                                                      | Anal Cunt              | 0:19     |  |
| 40. | «Greatful Dead»                                                            | Putnam                 | 1:20     |  |
| 41. | «Ageing Disgracefully»                                                     | Anal Cunt              | 1:06     |  |
| 42. | «Brutally Morbid Axe of Satan»                                             | Anal Cunt              | 0:20     |  |
| 43. | «Surfer»                                                                   | Anal Cunt              | 0:59     |  |
| 44. | «You Must Be Wicked Underground If You Own This»                           | Anal Cunt              | 1:05     |  |
| 45. | «Choke Edge»                                                               | Jack Kelly             | 1:06     |  |
| 46. | «Otis Sistrunk»                                                            | Putnam                 | 0:37     |  |
| 47. | «Russty Knoife»                                                            | Anal Cunt              | 0:37     |  |
| 48. | «Fred Bash»                                                                | Anal Cunt              | 0:12     |  |
| 49. | «Guess Which 10 of These Are Actual Song Titles»                           | Anal Cunt              | 0:46     |  |
| 50. | «Our Band Is Wicked Sick (We Have the Flu)»                                | Anal Cunt              | 0:32     |  |
| 51. | «Guy le Fleur»                                                             | Putnam                 | 1:39     |  |
| 52. | «Song #3»                                                                  | Anal Cunt              | 1:04     |  |
| 53. | «Empire Sandwich Shop»                                                     | Anal Cunt              | 0:33     |  |
| 54. | «Morrissey»                                                                | Anal Cunt              | 0:41     |  |
| 55. | «Selling Out By Having Song Titles on His Album»                           | Anal Cunt              | 0:38     |  |
| 56. | «Grindcore Is Very Terrifying»                                             | Putnam                 | 0:29     |  |
| 57. | «Song #6»                                                                  | Anal Cunt              | 2:53     |  |
| 58. | «Guy Lombardo»                                                             | Anal Cunt              | 0:42     |  |

## Personal
| Músicos - Seth Putnam – vocalista, guitarra - John Kozik – guitarra - Tim Morse – batería - Fred Ordonez – guitarra en canciones 8, 16, 31, 35, 40, 46, 51 y 56 | Personal adicional - Tina Morrisey – producción - Yashuhiro Koketsu – fotografía |